# Rio Filipea
O Rio Filipea é um rio da Romênia, afluente do Mureş, localizado no distrito de Harghita.